# Шуазёль, Этьен-Франсуа де
Этье́н-Франсуа́ де Шуазёль, герцог д’Амбуа́з и граф Стенви́ль (фр. Étienne François de Choiseul; 28 июня 1719 — 8 мая 1785) — французский государственный деятель эпохи Просвещения, глава французской дипломатии в последней трети царствования Людовика XV.

## Биография
Отличился ещё молодым человеком в войне за австрийское наследство, получив чин генерал-майора. Женившись на дочери богатого банкира Кроза, оставил армию. Был резидентом в Риме (1753—1757) и в Вене (1757—1758), получил титул герцога, а в 1758 году, благодаря маркизе де Помпадур, стал министром иностранных дел и пэром Франции. Остроумный, ловкий и смелый царедворец, Шуазёль занял первое место при дворе, держал открытый стол на 80 человек и, получая 800 тысяч ливров, был в долгах.
В 1758 году Шуазёль заключил (30 декабря) новый договор с Австрией против Пруссии. По этому (третьему Версальскому) договору субсидия, уплачиваемая Марии-Терезии, была удвоена, Франция обязана была держать в Германии 100 тыс. войска; непременным условием мира должно было быть возвращение Силезии. Таким образом, интересы Австрии были на первом плане.
В морской войне с Англией французский флот терпел поражения (1759—1761), и Шуазёль заключил с Англией мир (9 сентября 1761), согласившись на разрушение укреплений Дюнкерка, но сохранив за Францией право собственности на Сен-Пьер и Микелон. 15 августа 1761 года Шуазёль заключил тесный союз с дворами французским и испанским (знаменитый pacte de famille). По этому договору, в котором участвовали все члены Бурбонской династии, с присоединением Австрии образовалась своего рода «латинская уния», направленная против Англии. Продолжая упорно войну с Пруссией, Шуазёль снарядил 150-тысячную французскую армию, но война велась вяло. 3 ноября 1762 года по предложению Шуазеля был заключён прелиминарный договор в Фонтенбло, а 10 февраля 1763 года подписан Парижский мир.
Против Англии Шуазёль поддерживал местных владетелей в Индии, против России — Османскую империю и Речь Посполитую. Вообще, его восточная политика представляла собой ряд ошибок. Во внутренней политике ему удалось изгнать иезуитов (1764). Много сделал для земледелия и промышленности, улучшил флот и армию, установил правила для повышения в чинах, привёл в порядок хозяйственную часть войска, усилил морскую артиллерию, основал шесть кавалерийских училищ. С 1761 по 1766 годы вместо Шуазёля иностранными делами управлял его племянник герцог Сезар Габриэль де Шуазёль-Прален, а он сам принял на себя морское и военное министерства.
В 1768 году Шуазёль приобрёл Корсику, по договору с Генуей. После смерти маркизы де Помпадур (1764) влияние Шуазёля стало слабеть. Против него, вокруг новой фаворитки Дюбарри, образовалась партия под названием триумвирата (герцог д’Эгильон, канцлер Мопу и аббат Жозеф Мари Терре). Обвинённый в приверженности власти провинциальных парламентов и нелояльности королю, Шуазёль 24 декабря 1770 года получил приказание удалиться в своё поместье Шантелу. Отставка его произвела сильнейшее впечатление на общество, и Шуазёль с триумфом уехал в ссылку.
В 1774 году Людовик XVI вернул его из ссылки, уступив настоятельным просьбам королевы, благодарной Шуазёлю за его проавстрийскую политику. Шуазёль вернулся в Париж и вновь появился при дворе 12 июня 1774 года, однако к этому времени королевским советом уже завладел граф де Морепа, а министерство иностранных дел возглавил граф де Верженн. Скончался в Париже 8 мая 1785 года от бронхита, оставив миллионные долги. Похоронен на новом кладбище Амбуаза. Он оставил мемуары (изд. Soulavie, Париж, 1790).

## Личная жизнь
Жена (с 22.12.1750) — Луиза Онорина Кроза (1737—1801), внучка и наследница известного богача Антуана Кроза. Их свадьба состоялась при весьма пикантных обстоятельствах. Будучи бедным офицером, Этьенн Шуазёль был любовником г-жи Гонто-Бирон, внучки Кроза, умершей при рождении герцога де Лозена. Перед смертью она взяла обещание со своего возлюбленного, что он женится на её младшей сестре. Через три года брак был заключён. Юная Луиза принесла в приданое 120 000 ливров в год и дворец в Париже.
По словам современников, графиня Стенвилль была серьёзной, образованной женщиной, с открытым умом, очаровательным характером, полным нежности и привлекательности. Муж же её был человек самый легкомысленный, циничный и грубый по своей безнравственности. Его поведение было причиной частых слез графини. Её тяжелое семейное положение осложнялось ещё вмешательством сестры мужа, г-жи Грамон, имевшей большое влияние на брата, женщины властной и черствой. Но несмотря на неудачную семейную жизнь, графиня Стенвилль сопровождала супруга в его назначениях, жила с ним в Риме и Вене. Во Франции она целиком предавалась светской жизни при Версальском дворе и проводила много времени в замке Шантлу. Её лучшими друзьями были г-жа Дюдеффан, Гатти и аббат Бартелеми. Умерла в нищете, заплатив долги своего мужа-мота.
Не имея своих детей, супруги воспитывали Клода-Антуана-Габриэля де Шуазеля (1760—1838), сына двоюродного брата графа. Клод-Антуан-Габриэль женился на своей племяннице Мари Стефани де Шуазель (1763—1833).

## Награды
- Французский орден Святого Духа (2 февраля 1757)
- Испанский орден Золотого руна (1761)

## Образ в кино
- «Вернемся на Елисейские поля[фр.]» (Франция, 1938) — актёр Жан Перье[фр.]
- «Наполеон: путь к вершине» (Франция, Италия, 1955) — актёр Марсель Журне[фр.]
- «Жанна Дюбарри» (Франция, 2023) — актёр Патрик д’Асумсао